# Sant Pere Claver de Verdú
Sant Pere Claver de Verdú és una església de Verdú (Urgell) inclosa a l'Inventari del Patrimoni Arquitectònic de Catalunya.

## Descripció
Església de façana d'estil neogòtic articulada a partir de tres cossos horitzontals. Al centre de la part baixa es troba la porta principal d'accés emmarcada per dues finestres a cada banda. El cos superior es compon d'un ampli finestral central i l'obertura de finestres senzilles als laterals. A la part superior de l'edifici hi ha una estructura triangular, a tall de frontó, de coberta a dos vessants, decorada a base d'arcs cecs llombards i finalment coronat per un campanar d'espadanya força verticalitzant. L'interior d'aquesta església és de nau única i té una planta força irregular. A la part posterior de l'església hi ha les estances pertanyents a una residència d'avis.

## Història
Sant Pere Claver va néixer a la vila de Verdú l'any 1580 just al lloc on actualment s'aixeca l'església que duu el seu nom. Sant Pere Claver va predicar l'evangeli i va donar la seva vida entre els negres deportats d'Àfrica cap a Amèrica llatina, i va morir a Cartagena d'Índies l'any 1654.